# 小行星6934
小行星6934（英語：6934）是一颗围绕太阳公转的小行星。1994年12月25日，上田清二、金田宏在钏路市发现了此天体。
这颗小行星的绝对星等为261.0437715324601等。